# Fenêtre, Fruits et Légumes
 Fenêtre, Fruits et Légumes est une peinture à l'huile sur toile datée vers 1602, du peintre du Siècle d'or espagnol Juan Sánchez Cotán. Elle est conservée dans la collection Abellỏ à Madrid.

## Contexte
Le peintre de Tolède Juan Sánchez Cotán est considéré comme le principal initiateur du genre des « bodegones », les objets et scènes de cuisine, qui connait un fort développement en Espagne à partir du XVIIe siècle. Ses natures mortes sont singulières, aux antipodes de l'opulence démonstrative de celles d'esprit baroque du Siècle d'or.

## Description
La composition décline un schéma récurrent dans l'œuvre du peintre : fruits et légumes sont juxtaposés sur un linteau de pierre ou suspendus par des ficelles devant un fond noir. L'espace pictural, qui n'est pas facilement identifiable, est construit par une perspective géométrique et par un jeu savant l'ombre et de lumière. Il peut s'agir d'un garde-manger, d'une niche, ou d'un « espace rectangulaire pur, d'une force que l'on serait tenté de qualifier d'aniconique ».

## Analyse
La représentation peut être qualifiée d'artificielle. Le peintre semble avoir mis tout son talent à reproduire des aliments mimétiquement, comme le volumineux cardon au subtil coloris blanc-rosé dont les nervures sont minutieusement décrites. Chaque objet est magnifié, sculpté par la lumière, dans un jeu abstrait de volumes et de formes, qui invite à méditer sur les beautés de la création divine, mais aussi sur la puissance évocatrice de la peinture.

## Exposition
Cette peinture est exposée dans le cadre de l'exposition Les Choses. Une histoire de la nature morte au musée du Louvre du 12 octobre 2022 au 23 janvier 2023, parmi les œuvres de l'espace nommé « Sélectionner, collectionner, classer ».